# مارسل یانسنس
مارسل یانسنس (انگلیسی: Marcel Janssens; ۳۰ دسامبر ۱۹۳۱ – ۲۹ ژوئیهٔ ۱۹۹۲) دوچرخه‌سوار اهل بلژیک بود.